# Jordi Mboula
Pour les articles homonymes, voir Mboula.
Jordi Mboula Queralt est un footballeur espagnol né le 16 mars 1999 à Granollers. Il joue au poste d'attaquant au Gil Vicente FC.

## Biographie

### Début de carrière
Mboula naît à Granollers, en Catalogne d'un père congolais et d'une mère espagnole. Ses parents se sont rencontrés en Chine, où Mboula passe deux années de sa jeunesse. À l'âge de 9 ans, Mboula commence à jouer au football avec le club local d'Amelia del Vallès pendant six mois, avant de rejoindre l'EC Granollers pour une année, et finalement la Masia du FC Barcelone. Avec les U19 du Barça il est le meilleur buteur de Youth League lors de la saison 2016-2017, à égalité avec Kaj Sierhuis, en marquant 8 buts et délivre 2 passes décisives en 9 matchs. Jordi Mboula joue son premier match avec la réserve du Barça la 4 mars 2017 en entrant en jeu à la 20e minute de jeu contre la réserve de Levante. Lors de ce match il délivre une passe décisive à la 76e minute.

### AS Monaco
Mboula signe un contrat de cinq ans avec l'AS Monaco le 21 juillet 2017. Il marque un but lors de son premier match en Youth League pour Monaco contre Leipzig. Il est ensuite auteur d'un doublé contre Beşiktaş le 17 octobre 2017. Mboula fait ses débuts professionnels à Monaco en Ligue 1 contre l'Amiens SC, le 28 avril 2018. Jordi Mboula marque son premier but en professionnel le 19 mai 2018 contre l' ESTAC de Troyes. Le 4 août 2018 il entre en jeu à 25 minutes de la fin de la finale du Trophée des champions face au Paris Saint-Germain. Le 18 septembre 2018 il joue son premier match de Ligue des champions face à l'Atlético Madrid lors d'une défaite 2-1.
Le 15 juillet 2019, il est prêté pour une saison au Cercle Bruges, club filiale de l'ASM. Peu utilisé avant d'être longuement blessé, il quitte la Belgique en janvier 2020 pour un nouveau prêt, à la SD Huesca. Il décroche le titre de champion d'Espagne de deuxième division avant de regagner le club monégasque durant l'été 2020.

### Retour en Espagne
Le 17 septembre 2020, l'ASM annonce son transfert au RCD Majorque.

### Hellas Vérone
Le 11 juillet 2023, Mboula signe pour quatre ans au club italien de l'Hellas Vérone,. Alors qu'il lui restait un an avec Majorque, il parvient à un accord pour partir libre en renonçant à son salaire pour la dernière saison de son contrat et avec un pourcentage de 10 % à la revente pour le club espagnol.

### Equipe nationale
Avec les moins de 17 ans, il participe au championnat d'Europe des moins de 17 ans en 2016. Lors de cette compétition, il est titulaire et joue six matchs. Il marque un but contre les Pays-Bas en phase de poule. Il délivre ensuite deux passes décisives, la première contre la Serbie et la seconde contre l'Italie. L'Espagne s'incline en finale du tournoi face au Portugal, après une séance de tirs au but.

## Statistiques
| Saison                | Club                     | Championnat           | Championnat | Championnat | Coupe nationale | Coupe nationale | Coupe de la Ligue | Coupe de la Ligue | Supercoupe | Supercoupe | Compétition(s) continentale(s) | Compétition(s) continentale(s) | Compétition(s) continentale(s) | Total | Total |
| Saison                | Club                     | Division              | M.          | B.          | M.              | B.              | M.                | B.                | M.         | B.         | Comp.                          | M.                             | B.                             | M.    | B.    |
| 2016-2017             | FC Barcelone B           | Segunda División B    | 3           | 0           | -               | -               | -                 | -                 | -          | -          | -                              | -                              | -                              | 3     | 0     |
| 2017-2018             | AS Monaco rés.           | National 2            | 9           | 1           | -               | -               | -                 | -                 | -          | -          | -                              | -                              | -                              | 9     | 1     |
| 2018-2018             | AS Monaco rés.           | National 2            | 7           | 1           | -               | -               | -                 | -                 | -          | -          | -                              | -                              | -                              | 7     | 1     |
| 2017-2018             | AS Monaco                | Ligue 1               | 3           | 1           | -               | -               | -                 | -                 | -          | -          | C1                             | -                              | -                              | 3     | 1     |
| 2018-2019             | AS Monaco                | Ligue 1               | 7           | 0           | -               | -               | -                 | -                 | 1          | 0          | C1                             | 1                              | 0                              | 9     | 0     |
| 2019-2020             | Cercle Bruges KSV (prêt) | Jupiler Pro League    | 7           | 0           | 1               | 0               | -                 | -                 | -          | -          | -                              | -                              | -                              | 8     | 0     |
| 2019-2020             | SD Huesca (prêt)         | LaLiga 2              | 9           | 0           | -               | -               | -                 | -                 | -          | -          | -                              | -                              | -                              | 9     | 0     |
| 2020-2021             | RCD Majorque             | LaLiga 2              | 29          | 1           | 0               | 0               | -                 | -                 | -          | -          | -                              | -                              | -                              | 29    | 1     |
| Total sur la carrière | Total sur la carrière    | Total sur la carrière | 74          | 4           | 1               | 0               | 0                 | 0                 | 1          | 0          | -                              | 1                              | 0                              | 77    | 4     |

## Palmarès
- Finaliste du championnat d'Europe des moins de 17 ans en 2016 avec l'équipe d'Espagne des moins de 17, cette même année il a été nommé dans le prix Puskas[17].
- Vice-champion de France en 2018 avec l'AS Monaco
- Finaliste du Trophée des Champions en 2018 avec l'AS Monaco
- Champion d'Espagne de D2 en 2020 avec la SD Huesca

### Distinctions personnelles
- Meilleur buteur et meilleur joueur de l'UEFA Youth League 2016-2017[18].